# Unione Sportiva Pianese 2018-2019
Questa voce raccoglie le informazioni riguardanti l'Unione Sportiva Pianese A.S.D. nelle competizioni ufficiali della stagione 2018-2019.

## Rosa
| N. |                    | Ruolo | Calciatore          |
| -- | ------------------ | ----- | ------------------- |
|    | Italia (bandiera)  | P     | Saverio Giachetta   |
|    | Italia (bandiera)  | P     | Niccolò Intorre     |
|    | Italia (bandiera)  | P     | Lorenzo Lombardini  |
|    | Italia (bandiera)  | P     | Alessio Rossi       |
|    | Polonia (bandiera) | P     | Tomasz Wrobłewski   |
|    | Francia (bandiera) | D     | Gino Bernardini     |
|    | Italia (bandiera)  | D     | Giovanni Bonati     |
|    | Italia (bandiera)  | D     | Andrea Bracciali    |
|    | Italia (bandiera)  | D     | Marco Dell'Aquila   |
|    | Italia (bandiera)  | D     | Francesco Gagliardi |
|    | Italia (bandiera)  | D     | Alessio Grea        |
|    | Italia (bandiera)  | D     | Sauro Selimi        |
|    | Italia (bandiera)  | C     | Giacomo Benedetti   |
|    | Italia (bandiera)  | C     | Leonardo Bianchi    |
|    | Italia (bandiera)  | C     | Leonardo Brenci     |

| N. |                    | Ruolo | Calciatore          |
| -- | ------------------ | ----- | ------------------- |
|    | Italia (bandiera)  | C     | Giovanni Catanese   |
|    | Italia (bandiera)  | C     | Paolo Di Leo        |
|    | Italia (bandiera)  | C     | Matteo Di Mascio    |
|    | Italia (bandiera)  | C     | Agnello Ferrara     |
|    | Italia (bandiera)  | C     | Gianmarco Ravanelli |
|    | Albania (bandiera) | C     | Fabio Sakaj         |
|    | Italia (bandiera)  | C     | Luca Simeoni        |
|    | Italia (bandiera)  | A     | Marco Acatullo      |
|    | Italia (bandiera)  | A     | Lorenzo Benedetti   |
|    | Italia (bandiera)  | A     | Daniele Buongiorno  |
|    | Italia (bandiera)  | A     | Antonio Esposito    |
|    | Italia (bandiera)  | A     | Manuele Giustarini  |
|    | Italia (bandiera)  | A     | Daniele Rinaldini   |
|    | Italia (bandiera)  | A     | Lorenzo Simoni      |
|    | Italia (bandiera)  | A     | Claudio Trotta      |

## Calciomercato

### Sessione estiva (dall'1/7 al 31/8)
| Acquisti | Acquisti            | Acquisti          | Acquisti      |
| R.       | Nome                | da                | Modalità      |
| -------- | ------------------- | ----------------- | ------------- |
| P        | Tommaso Biagiotti   | Fortis Juventus   | fine prestito |
| P        | Niccolò Intorre     | Fenegrò           | svincolato    |
| P        | Federico Lombardini | Monteriggioni     | svincolato    |
| D        | Giovanni Bonati     | San Teodoro       | svincolato    |
| D        | Andrea Bracciali    | Siena             | svincolato    |
| D        | Marco Dell'Aquila   | Cynthia           | svincolato    |
| D        | Matteo Di Mascio    | Valle Tevere      | svincolato    |
| D        | Alessio Grea        |                   | svincolato    |
| D        | Sauro Selimi        | Delta Porto Tolle | svincolato    |
| C        | Paolo Di Leo        | Empoli            | svincolato    |
| C        | Agnello Ferraro     | Olympia Agnonese  | svincolato    |
| C        | Gianmarco Ravanelli | Siena             | svincolato    |
| A        | Marco Acatullo      | Pescara           | svincolato    |
| A        | Lorenzo Benedetti   | Seravezza         | svincolato    |
| A        | Daniele Buongiorno  | Fossanese         | svincolato    |
| A        | Luigi Sabatino      | Badesse           | svincolato    |
| A        | Claudio Trotta      | Monterrigioni     | svincolato    |

| Cessioni | Cessioni           | Cessioni                  | Cessioni      |
| R.       | Nome               | a                         | Modalità      |
| -------- | ------------------ | ------------------------- | ------------- |
| P        | Simone Benedettini | Modena                    | fine prestito |
| P        | Tommaso Biagiotti  |                           | svincolato    |
| P        | Iacopo Grasso      | Prato                     | fine prestito |
| P        | Salvatore Palumbo  | Baldaccio                 | svincolato    |
| D        | Alessandro Capone  | Jesina                    | svincolato    |
| D        | Fabio Fapperdue    | Flaminia CivitaCastellana | svincolato    |
| D        | Amedeo Marghi      | Sangiovannese             | svincolato    |
| D        | Matteo Petroselli  | Viterbese Castrense       | fine prestito |
| C        | Luca Benedetti     |                           | svincolato    |
| C        | Alessandro Maresi  |                           | svincolato    |
| A        | Jacopo Carissimi   |                           | svincolato    |
| A        | Daniele Ferri      | Forlì                     | svincolato    |
| A        | Francesco Golfo    | Parma                     | svincolato    |
| A        | Daniel Kthella     | Nuova Foiano              | prestito      |
| A        | Luigi Sabatino     |                           | svincolato    |
| A        | Matteo Sartori     | Cattolica                 | svincolato    |
| A        | Emanuele Stolzi    |                           | svincolato    |

### Sessione di dicembre(dall'1/12 al 17/12)
| Acquisti | Acquisti          | Acquisti            | Acquisti      |
| R.       | Nome              | da                  | Modalità      |
| -------- | ----------------- | ------------------- | ------------- |
| P        | Saverio Giachetta |                     | svincolato    |
| P        | Alessio Rossi     | Poggibonsi          | svincolato    |
| C        | Leonardo Brenci   | Gavorrano           | svincolato    |
| C        | Fabio Sakaj       |                     | svincolato    |
| A        | Daniel Kthella    | Nuova Foiano        | fine prestito |
| A        | Damiano Rinaldini | Real Forte Querceta | svincolato    |
| A        | Lorenzo Simoni    | Sangimignano        | svincolato    |

| Cessioni | Cessioni          | Cessioni            | Cessioni   |
| R.       | Nome              | a                   | Modalità   |
| -------- | ----------------- | ------------------- | ---------- |
| P        | Niccolò Intorre   |                     | svincolato |
| D        | Daniele Bracciali | Gavorrano           | svincolato |
| C        | Paolo Di Leo      | Real Forte Querceta | prestito   |
| A        | Marco Acatullo    |                     | svincolato |
| A        | Daniel Kthella    | Grassina            | prestito   |

### Sessione invernale(dall'1/1 al 31/1)
| Acquisti | Acquisti | Acquisti | Acquisti |
| R.       | Nome     | da       | Modalità |
| -------- | -------- | -------- | -------- |

| Cessioni | Cessioni      | Cessioni | Cessioni   |
| R.       | Nome          | a        | Modalità   |
| -------- | ------------- | -------- | ---------- |
| P        | Alessio Rossi | Piombino | svincolato |

## Risultati

### Serie D

#### Girone d'andata
| Arbitro: | Luongo (Napoli) |

|  |           |                           |
|  | Marcatori | 9’ Catanese 42’ Benedetti |

| Arbitro: | Scatena (Avezzano) |

|  |           |                     |
|  | Marcatori | 66’ (rig.) Di Paola |

| Arbitro: | Campagnolo (Bassano del Grappa) |

|  |           |                        |
|  | Marcatori | 45+2’ (rig.) Benedetti |

| Arbitro: | Lingamoorty (Genova) |

|                                          |           |  |
| Benedetti 21’ Buongiorno 57’ Simeoni 60’ | Marcatori |  |

| San Gimignano 7 ottobre 2018, ore 15:00 CEST 5ª giornata | Sangimignano       | 0 – 0 | Pianese | Stadio Santa Lucia\| Arbitro: \| Silvera (Valdarno) \| |
| Arbitro:                                                 | Silvera (Valdarno) |       |         |                                                        |

| Arbitro: | Tesi (Lucca) |

|                             |           |  |
| Catanese 44’ Buongiorno 54’ | Marcatori |  |

| Arbitro: | Finzi (Foligno) |

|                    |           |             |
| Kouassi 6’ Tomi 9’ | Marcatori | 45’ Simeoni |

| Arbitro: | Pacella (Roma 2) |

|                                                                 |           |  |
| Benedetti 57’ Buongiorno 60’ (rig.) Giustarini 70’ Acatullo 90’ | Marcatori |  |

| Arbitro: | Di Cicco (Lanciano) |

|  |           |                                           |
|  | Marcatori | 24’, 34’ Benedetti 75’ Simeoni 90’ Di Leo |

| Arbitro: | Mirabella (Napoli) |

|               |           |           |
| Benedetti 33’ | Marcatori | 60’ Russo |

| Arbitro: | Peletti (Crema) |

|            |           |               |
| Bagnai 65’ | Marcatori | 21’ Benedetti |

| Arbitro: | Mihalache (Terni) |

|                                |           |                |
| Pietrobattista 27’ Pezzati 82’ | Marcatori | 58’ Giustarini |

| Arbitro: | Casalini (Pontedera) |

|                              |           |              |
| Benedetti 23’ Giustarini 55’ | Marcatori | 62’ Cruciani |

| Arbitro: | Scarpa (Collegno) |

|                          |           |  |
| Ortolini 21’ Frugoli 25’ | Marcatori |  |

| Piancastagnaio 2 dicembre 2018, ore 14:30 CET 15ª giornata | Pianese           | 0 – 0 | Gavorrano | Stadio comunale\| Arbitro: \| Baronti (Pistoia) \| |
| Arbitro:                                                   | Baronti (Pistoia) |       |           |                                                    |

| Arbitro: | Gregoris (Pescara) |

|            |           |                |
| Regoli 79’ | Marcatori | 53’ Giustarini |

| Arbitro: | Restaldo (Ivrea) |

|             |           |                     |
| Simeoni 76’ | Marcatori | 90+4’ Chicchiarelli |

| Sinalunga 16 dicembre 2018, ore 14:30 CET 18ª giornata | Sinalunghese       | 0 – 0 | Pianese | Stadio Carlo Angeletti\| Arbitro: \| Bozzetto (Bergamo) \| |
| Arbitro:                                               | Bozzetto (Bergamo) |       |         |                                                            |

| Arbitro: | Negrelli (Finale Emilia) |

|                        |           |               |
| Benedetti 5’, 38’, 54’ | Marcatori | 90+3’ Galloni |

#### Girone di ritorno
| Arbitro: | Di Marco (Ciampino) |

|                                         |           |  |
| Catanese 7’ Benedetti 70’ Rinaldini 85’ | Marcatori |  |

| Arbitro: | Rinaldi (Messina) |

|  |           |              |
|  | Marcatori | 1’ Benedetti |

| Piancastagnaio 16 gennaio 2019, ore 14:30 CET 22ª giornata | Pianese                 | 0 – 0 | Ponsacco | Stadio comunale\| Arbitro: \| Arena (Torre del Greco) \| |
| Arbitro:                                                   | Arena (Torre del Greco) |       |          |                                                          |

| Arbitro: | Djurdjevic (Trieste) |

|  |           |                             |
|  | Marcatori | 14’ Rinaldini 75’ Benedetti |

| Arbitro: | Ursini (Pescara) |

|                           |           |  |
| Benedetti 50’ Simeoni 88’ | Marcatori |  |

| Arbitro: | Giacometti (Gubbio) |

|              |           |                 |
| Mencagli 20’ | Marcatori | 28’, 33’ Brenci |

| Arbitro: | Centi (Viterbo) |

|                      |           |                      |
| Benedetti 27’ (rig.) | Marcatori | 35’ Moreo 87’ Quinto |

| Arbitro: | Baratta (Rossano) |

|             |           |  |
| Moscati 75’ | Marcatori |  |

| Arbitro: | Longo (Cuneo) |

|                                |           |  |
| Buongiorno 11’ Rinaldini 90+5’ | Marcatori |  |

| Tavarnelle Val di Pesa 24 febbraio 2019, ore 14:30 CET 29ª giornata | San Donato Tavarnelle      | 0 – 0 | Pianese | Stadio Leonardo Pianigiani\| Arbitro: \| Catanoso (Reggio Calabria) \| |
| Arbitro:                                                            | Catanoso (Reggio Calabria) |       |         |                                                                        |

| Arbitro: | Ancora (Roma 1) |

|                                          |           |  |
| Benedetti 58’, 88’ Buongiorno 77’ (rig.) | Marcatori |  |

| Arbitro: | Ubaldi (Roma 1) |

|                            |           |  |
| Rinaldini 2’ Benedetti 55’ | Marcatori |  |

| Arbitro: | Pirriatore (Bologna) |

|               |           |                                         |
| Lorenzini 35’ | Marcatori | 15’ Bianchi 19’ Rinaldini 51’ Benedetti |

| Arbitro: | Monaco (Termoli) |

|                                                |           |  |
| Benedetti 8’ (rig.) Catanese 38’ Rinaldini 57’ | Marcatori |  |

| Arbitro: | Bracaccini (Macerata) |

|  |           |               |
|  | Marcatori | 67’ Benedetti |

| Arbitro: | Calzavara (Varese) |

|          |           |  |
| Grea 64’ | Marcatori |  |

| Arbitro: | Giaccaglia (Jesi) |

|                               |           |                          |
| Chicchiarelli 45’ (rig.), 65’ | Marcatori | 14’ Catanese 37’ Bianchi |

| Arbitro: | Nicolini (Brescia) |

|               |           |              |
| Benedetti 26’ | Marcatori | 32’ Mencagli |

| Arbitro: | Cherchi (Carbonia) |

|  |           |                           |
|  | Marcatori | 34’ Rinaldini 63’ Bianchi |

### Poule scudetto
| Arbitro: | Bonacina (Bergamo) |

|  |           |               |
|  | Marcatori | 44’ Capellini |

| Arbitro: | Bianchini (Terni) |

|                         |           |               |
| Bortoluz 16’ Okyere 39’ | Marcatori | 52’ Benedetti |

### Coppa Italia Serie D
| Arbitro: | Iacobellis (Pisa) |

|                     |           |           |
| Buongiorno 23’, 46’ | Marcatori | 48’ Vangi |

| Arbitro: | Angiolari (Ostia) |

|  |           |                              |
|  | Marcatori | 35’ Di Mascio 63’ Giustarini |

| Arbitro: | Frascaro (Firenze) |

|                |           |  |
| Giustarini 54’ | Marcatori |  |

| Arbitro: | Bracaccini (Macerata) |

|                           |           |                             |
| Masini 20’, 47’ Adami 86’ | Marcatori | 5’ Ravanelli 52’ Buongiorno |

## Statistiche

### Statistiche di squadra
| Competizione         | Punti | In casa | In casa | In casa | In casa | In casa | In casa | In trasferta | In trasferta | In trasferta | In trasferta | In trasferta | In trasferta | Totale | Totale | Totale | Totale | Totale | Totale | DR  |
| Competizione         | Punti | G       | V       | N       | P       | Gf      | Gs      | G            | V            | N            | P            | Gf           | Gs           | G      | V      | N      | P      | Gf     | Gs     | DR  |
| -------------------- | ----- | ------- | ------- | ------- | ------- | ------- | ------- | ------------ | ------------ | ------------ | ------------ | ------------ | ------------ | ------ | ------ | ------ | ------ | ------ | ------ | --- |
| Serie D              | 74    | 19      | 12      | 5       | 2       | 34      | 8       | 19           | 9            | 6            | 4            | 24           | 13           | 38     | 21     | 11     | 6      | 58     | 21     | +37 |
| Poule Scudetto       | 0     | 1       | 0       | 0       | 1       | 0       | 1       | 1            | 0            | 0            | 1            | 1            | 2            | 2      | 0      | 0      | 2      | 1      | 3      | -2  |
| Coppa Italia Serie D | -     | 2       | 2       | 0       | 0       | 3       | 1       | 2            | 1            | 0            | 1            | 4            | 3            | 4      | 3      | 0      | 1      | 7      | 4      | +3  |
| Totale               | 74    | 22      | 14      | 5       | 3       | 37      | 10      | 22           | 10           | 6            | 6            | 29           | 18           | 44     | 24     | 11     | 9      | 66     | 28     | +38 |

### Andamento in campionato
| Giornata  | 1 | 2 | 3 | 4 | 5 | 6 | 7 | 8 | 9 | 10 | 11 | 12 | 13 | 14 | 15 | 16 | 17 | 18 | 19 | 20 | 21 | 22 | 23 | 24 | 25 | 26 | 27 | 28 | 29 | 30 | 31 | 32 | 33 | 34 | 35 | 36 | 37 | 38 |
| --------- | - | - | - | - | - | - | - | - | - | -- | -- | -- | -- | -- | -- | -- | -- | -- | -- | -- | -- | -- | -- | -- | -- | -- | -- | -- | -- | -- | -- | -- | -- | -- | -- | -- | -- | -- |
| Luogo     | T | C | T | C | T | C | T | C | T | C  | T  | T  | C  | T  | C  | T  | C  | T  | C  | C  | T  | C  | T  | C  | T  | C  | T  | C  | T  | C  | C  | T  | C  | T  | C  | T  | C  | T  |
| Risultato | V | P | V | V | N | V | P | V | V | N  | N  | P  | V  | P  | N  | N  | N  | N  | V  | V  | V  | N  | V  | V  | V  | P  | P  | V  | N  | V  | V  | V  | V  | V  | V  | N  | N  | V  |
| Posizione | 3 | 9 | 5 | 2 | 3 | 2 | 4 | 3 | 2 | 3  | 4  | 4  | 4  | 4  | 6  | 7  | 8  | 8  | 6  | 6  | 5  | 4  | 4  | 3  | 2  | 3  | 4  | 3  | 4  | 1  | 1  | 1  | 1  | 1  | 1  | 1  | 1  | 1  |

Legenda:

Luogo: C = Casa; T = Trasferta. Risultato: V = Vittoria; N = Pareggio; P = Sconfitta.